# Hippocampus abdominalis
Hippocampus abdominalis is een soort uit het geslacht Hippocampus (zeepaardjes) uit de familie van de zeenaalden (Syngnathidae.
Dit zeepaardje komt voornamelijk voor aan de kust van Nieuw-Zeeland. Deze soort is voornamelijk okergeel en heeft, met gekrulde staart, een lengte van 17 cm. 
Het embryo hecht zich aan de wanden van de buidel. Bij soorten met membranen in de buidel hechten de embryo's zich ook aan de membraanwanden. De H. abdominalis heeft 5 membranen.
De soort staat met de classificatie  least concern op de internationale Rode Lijst van de IUCN.